# بورز ليك
بورز ليك (بالإنجليزية: Powers Lake, North Dakota)‏ هي مدينة تقع في ولاية داكوتا الشمالية في الولايات المتحدة. تبلغ مساحة هذه المدينة 3.21 (كم²)، وترتفع عن سطح البحر 672 م، بلغ عدد سكانها 280 نسمة في عام 2010 حسب إحصاء مكتب تعداد الولايات المتحدة.

## التركيبة السكانية
قام مكتب تعداد الولايات المتحدة بتحديد بيانات التركيبة السكانية لبورز ليك في تعداد الولايات المتحدة. في ما يلي، التركيبة السكانية حسب تعدادي 2000 و2010.

### تعداد عام 2000
بلغ عدد سكان بورز ليك 309 نسمة بحسب تعداد عام 2000، وبلغ عدد الأسر 148 أسرة وعدد العائلات 84 عائلة مقيمة في المدينة. في حين سجلت الكثافة السكانية 312.1 نسمة لكل ميل مربع (120.5/كم2). وبلغ عدد الوحدات السكنية 183 وحدة بمتوسط كثافة قدره 184.8 نسمة لكل ميل مربع (71.4/كم2).
وتوزع التركيب العرقي للمدينة بنسبة 97.73% من البيض و 0.32% من الأمريكيين الأصليين و 0.32% من الأمريكيين ذوي الأصول الآسيوية و 1.29% من عرقين مختلطين أو أكثر.
بلغ عدد الأسر 148 أسرة كانت نسبة 20.9% منها لديها أطفال تحت سن الثامنة عشر تعيش معهم، وبلغت نسبة الأزواج القاطنين مع بعضهم البعض 48.0% من أصل المجموع الكلي للأسر، ونسبة 6.8% من الأسر كان لديها معيلات من الإناث دون وجود شريك، وكانت نسبة 42.6% من غير العائلات. تألفت نسبة 41.9% من أصل جميع الأسر من أفراد ونسبة 29.1% كان يعيش معهم شخص وحيد يبلغ من العمر 65 عاماً فما فوق. وبلغ متوسط حجم الأسرة المعيشية 2.87، أما متوسط حجم العائلات فبلغ 2.08.
بلغ العمر الوسطي للسكان 47 عاماً. وكانت نسبة 21.4% من القاطنين تحت سن الثامنة عشر، وكانت نسبة 3.6% بين الثامنة عشر والأربعة وعشرين عاماً، ونسبة 23.0% كانت واقعةً في الفئة العمرية ما بين الخامسة والعشرين حتى والرابعة والأربعين عاماً، ونسبة 17.5% كانت ما بين الخامسة والأربعين حتى الرابعة والستين، ونسبة 34.6% كانت ضمن فئة الخامسة والستين عاماً فما فوق. يوجد لكل 100 أنثى 82.8 ذكر، ويوجد لكل 100 أنثى في الثامنة عشرة من عمرها فما فوق 91.3 ذكرا.
بلغ متوسط دخل الأسرة في المدينة 27,143 دولار، أما متوسط دخل العائلة فبلغ 36,389 دولار. وكان متوسط دخل الذكور 30,000 دولار مقابل 21,875 دولار للإناث. وسجل دخل الفرد الخاص بالمدينة 14,894 دولار. وكانت نسبة 3.2% من العائلات ونسبة 9.0% من السكان تحت خط الفقر، ولا أحد منهم تحت سن الثامنة عشر ونسبة 20.2% في الخامسة والستين من العمر وما فوق.

### تعداد عام 2010
بلغ عدد سكان بورز ليك 280 نسمة بحسب تعداد عام 2010، وبلغ عدد الأسر 137 أسرة وعدد العائلات 76 عائلة مقيمة في المدينة. في حين سجلت الكثافة السكانية 282.8 نسمة لكل ميل مربع (109.2/كم2). وبلغ عدد الوحدات السكنية 172 وحدة بمتوسط كثافة قدره 173.7 لكل ميل مربع (67.1/كم2).
وتوزع التركيب العرقي للمدينة بنسبة 98.2% من البيض و 1.1% من الأمريكيين الأصليين و 0.4% من الأمريكيين ذوي الأصول الآسيوية و 0.4% من عرقين مختلطين أو أكثر.
بلغ عدد الأسر 137 أسرة كانت نسبة 17.5% منها لديها أطفال تحت سن الثامنة عشرة تعيش معهم، وبلغت نسبة الأزواج القاطنين مع بعضهم البعض 44.5% من أصل المجموع الكلي للأسر، ونسبة 8.0% من الأسر كان لديها معيلات من الإناث دون وجود شريك، بينما كانت نسبة 2.9% من الأسر لديها معيلون من الذكور دون وجود شريكة وكانت نسبة 44.5% من غير العائلات. تألفت نسبة 41.6% من أصل جميع الأسر من أفراد ونسبة 24.1% كان يعيش معهم شخص وحيد يبلغ من العمر 65 عاماً فما فوق. وبلغ متوسط حجم الأسرة المعيشية 2.76، أما متوسط حجم العائلات فبلغ 2.04.
بلغ العمر الوسطي للسكان 47.5 عاماً. وكانت نسبة 18.9% من القاطنين تحت سن الثامنة عشر، وكانت نسبة 7.6% بين الثامنة عشر والأربعة وعشرين عاماً، ونسبة 20% كانت واقعةً في الفئة العمرية ما بين الخامسة والعشرين حتى الرابعة والأربعين عاماً، ونسبة 28.1% كانت ما بين الخامسة والأربعين حتى الرابعة والستين، ونسبة 25.4% كانت ضمن فئة الخامسة والستين عاماً فما فوق. وتوزع التركيب الجنسي للسكان بنسبة 47.5% ذكور و52.5% إناث.

## وصلات خارجية
- The US50 - Cities and Towns in North Dakota State